# Musa Panti Filibus
Musa Panti Filibus (* 1960) je nigerijský luterský duchovní, od roku 2016 arcibiskup Luterské Kristovy církve v Nigérii (Lutheran Church of Christ in Nigeria – LCCN).
Od roku 2017 zastává též úřad prezidenta Světové luterské federace.